# ورا شیمانسکایا
ورا شیمانسکایا (روسی: Вера Владимировна Шиманская؛ زادهٔ ۱۰ آوریل ۱۹۸۱) گلف‌باز اهل روسیه است.
وی همچنین برندهٔ جوایزی همچون نشان دوستی شده‌است.